# كوينسي سميث
كوينسي سميث (بالإنجليزية: Quincy Smith)‏ هو لاعب كرة قاعدة أمريكي، ولد في 3 فبراير 1918، وتوفي في 18 يناير 2002.